# NGC 3305
NGC 3305是一个位于长蛇座的椭圆星系，距离地球1.9亿光年，属于長蛇座星系團，1835年3月24日由約翰·赫歇爾发现。